# Vincent Darius
Monseñor Vincent Matthew Darius (Crochu, Parroquia de Saint David ,6 de septiembre de 1955-Manhattan, Nueva York 26 de abril de 2016) fue un sacerdote granadino obispo en la Diócesis de Saint George en Granada.
Estudió en una escuela secundaria de Granada e impartió clases en la Escuela Pomme Rose R.C. antes de entrar en la Orden de Predicadores en 1978. Hizo su noviciado en 1979 en Holy Cross en Trinidad y Tobago y sus estudios sacerdotales en un seminario de Trinidad y en la Universidad Central de Bayamón.
Fue ordenado sacerdote el 26 de junio de 1987 y obispo el 2 de octubre de 2002.
Falleció en Estados Unidos de neumonía tras luchar contra la enfermedad en el Hospital de Bellevue.